# Center for Responsive Politics
El Center for Responsive Politics (CRP), que puede traducirse como Centro para una Política Reactiva, es un organismo sin ánimo de lucro situado en Washington D. C. y que hace seguimiento al uso que se le da al dinero en la política y en las elecciones. Estudia los efectos del dinero y de los grupos de presión sobre las elecciones, así como sobre las políticas públicas estadounidenses.
Fue fundado en 1983 por el demócrata Frank Church y el republicano Hugh Scott. Publica sus investigaciones en forma de informes y libros. El primer libro, publicado en 1990, analiza en 1300 páginas las acciones políticas durante las elecciones de 1988.

## Donantes
Entre sus donantes está la Sunlight Foundation, el Pew Charitable Trusts, el Carnegie Corporation of New York, la Open Society Institute, la Fundación Joyce y la Fundación Ford. A finales de 2013, reportó ingresos por 1,56 millones de dólares y activos por 2,78 millones.